# Jürgen Sundermann
Hans-Jürgen Sundermann (Mülheim an der Ruhr, 25 gennaio 1940 – Leonberg, 4 ottobre 2022) è stato un calciatore e allenatore di calcio tedesco, di ruolo difensore.

## Carriera

### Club
Ha giocato nella massima serie del campionato tedesco e svizzero.

### Nazionale
Ha giocato una partita in Nazionale, nel 1960.

## Palmarès

### Giocatore

#### Competizioni nazionali
- Campionato svizzero: 2

Basilea: 1968-1969, 1969-1970

### Allenatore

#### Competizioni nazionali
- 2. Fußball-Bundesliga: 1

Stoccarda: 1976-1977

#### Competizioni internazionali
- Coppa delle Alpi: 3

Servette: 1973, 1975, 1976
- Coppa Piano Karl Rappan: 1

Grasshoppers: 1979